# Kukshi
Kukshi é uma cidade e uma nagar panchayat no distrito de Dhar, na região sul do estado indiano de Madhya Pradesh.

## Geografia
Kukshi está localizada a 22° 12′ N, 74° 45′ L. Tem uma altitude média de 170 metros (557 pés).

## Demografia
Segundo o censo de 2001, Kukshi tinha uma população de 24 317 habitantes. Os indivíduos do sexo masculino constituem 51% da população e os do sexo feminino 49%. Kukshi tem uma taxa de literacia de 64%, superior à média nacional de 59,5%: a literacia no sexo masculino é de 71% e no sexo feminino é de 56%. Em Kukshi, 15% da população está abaixo dos 6 anos de idade.